# Ajuga nipponensis
Ajuga nipponensis là một loài thực vật có hoa trong họ Hoa môi. Loài này được Makino mô tả khoa học đầu tiên năm 1909.

## Hình ảnh

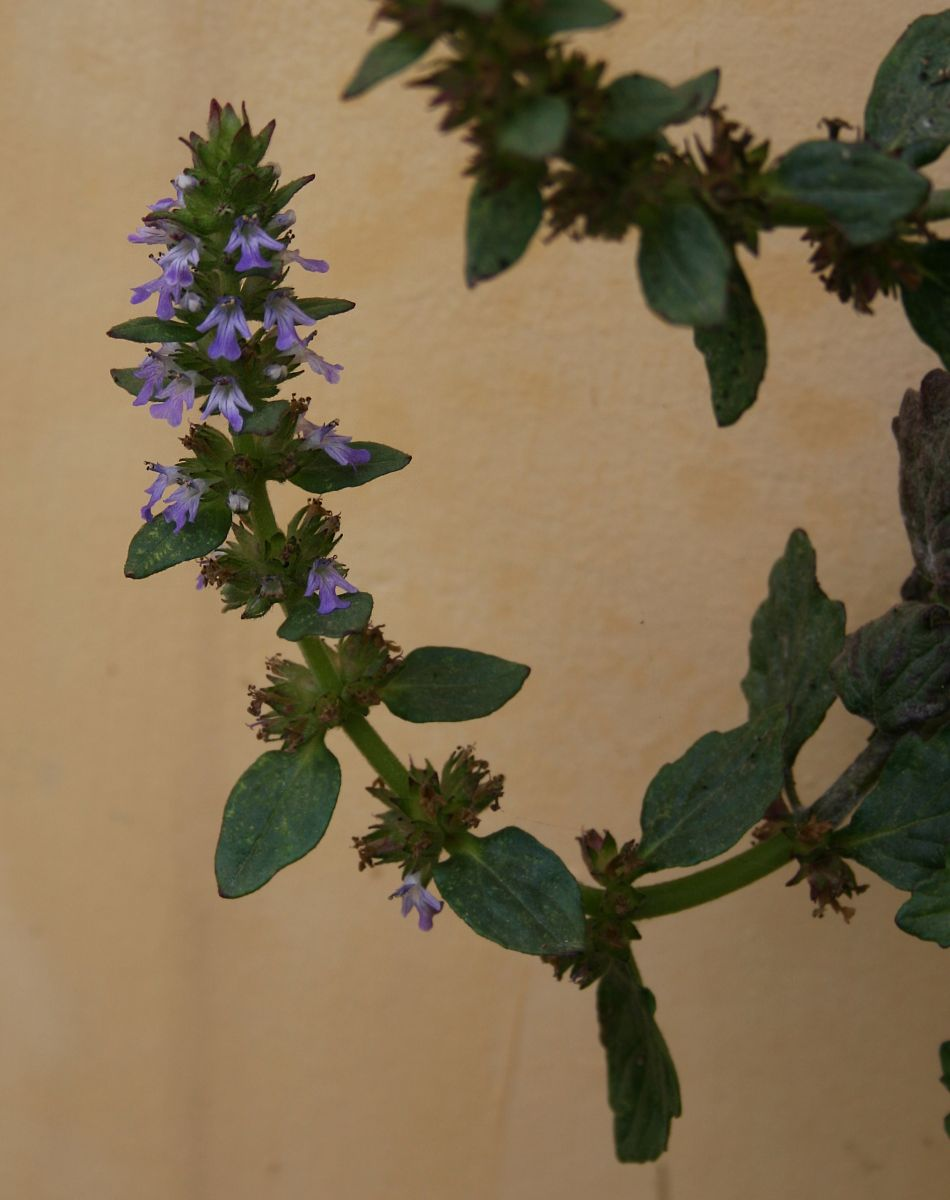
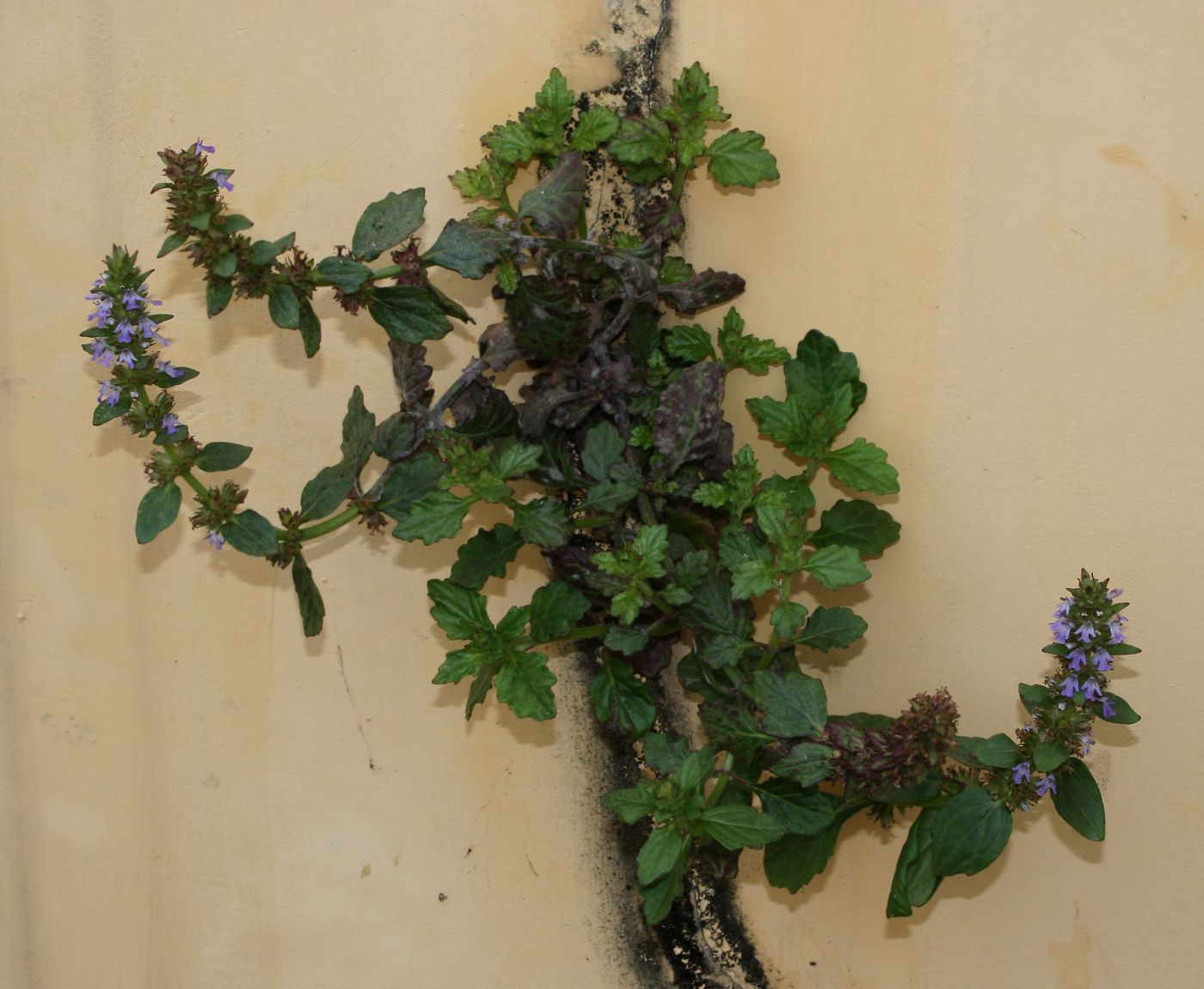
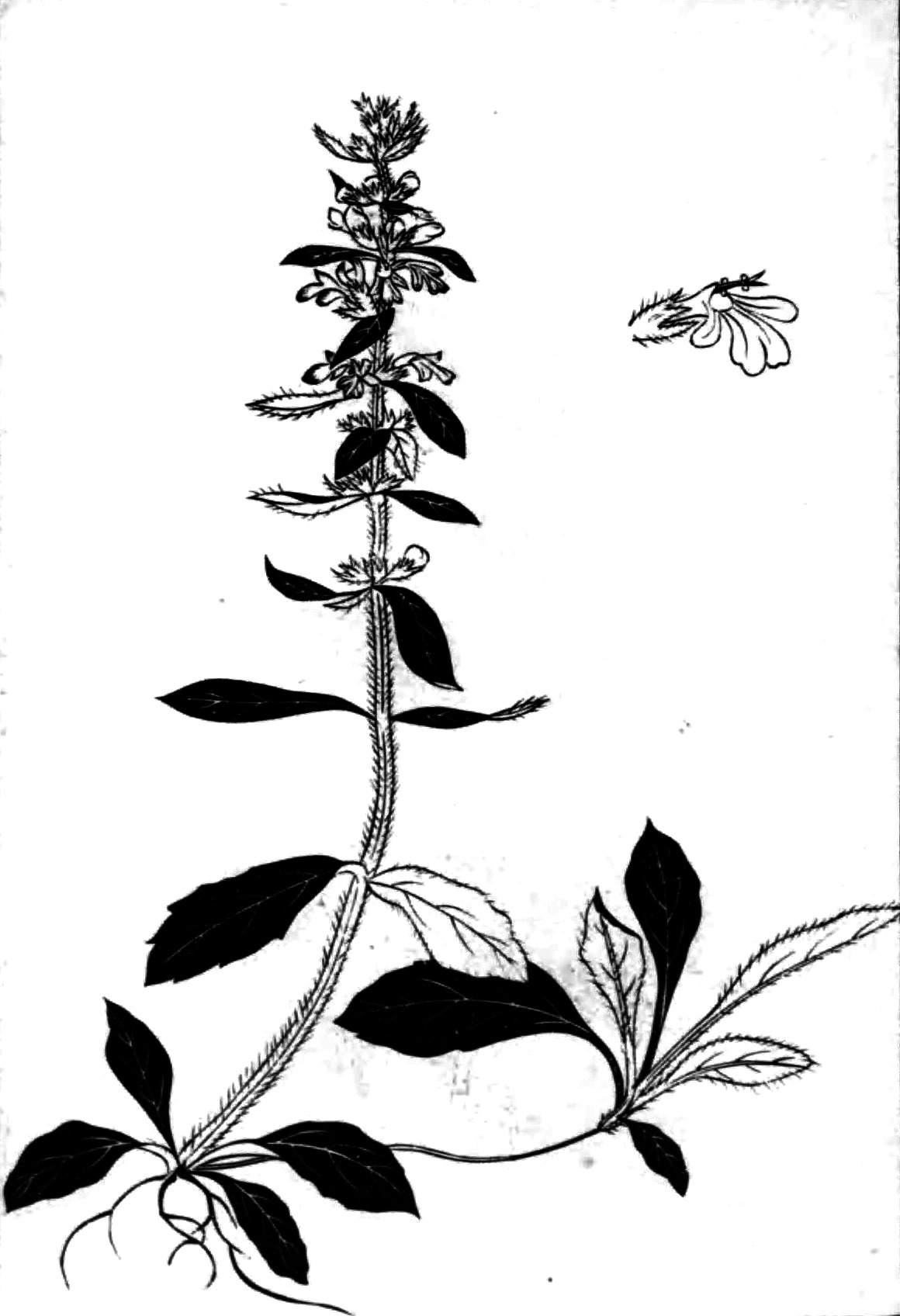
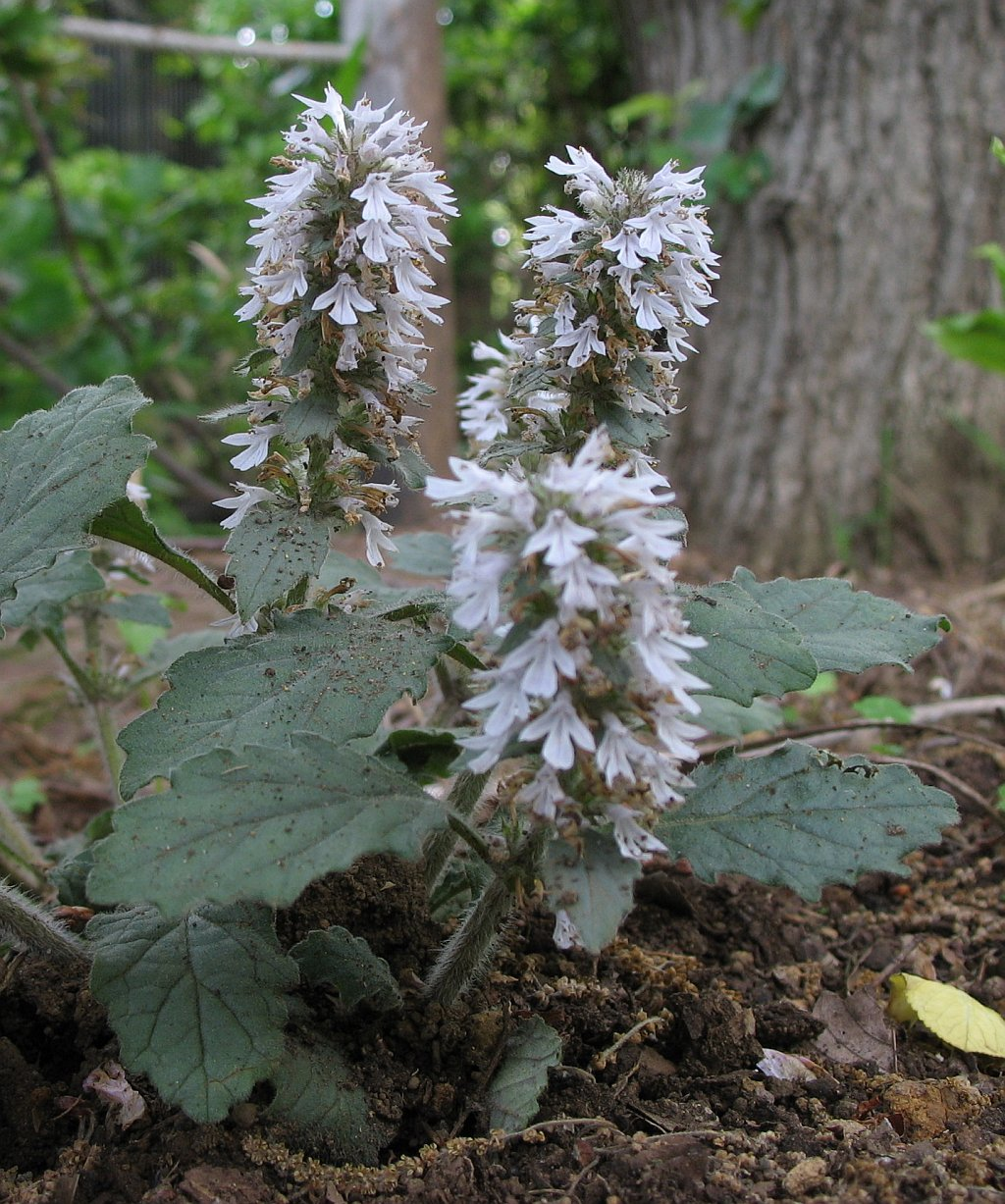